# Фемицид

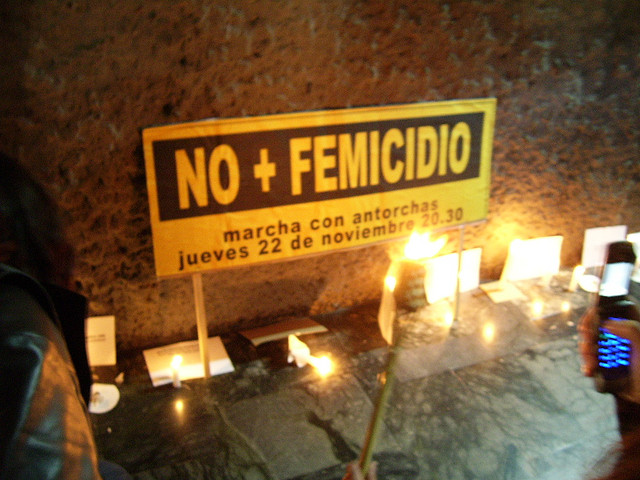
Памятник со свечами женщинам, погибшим в результате убийства женщин в Чили, 2007

Фемицид (от англ. femicide), или феминицид (от исп. feminicidio), — наименование преступлений на почве ненависти по признаку пола и гендера, широко определяемый как «преднамеренное убийство женщин (девушек или девочек), потому что они являются женщинами», хотя определения различаются в зависимости от культурного контекста. Единственный российский ресурс по исследованию фемицида femicid.net определяет фемицид как «убийство женщин на почве ненависти к женщинам, совершаемое мужчинами или в патриархальных интересах при попустительстве государства». Феминистка Диана Э. Х. Расселл была первой, кто определила и распространила этот термин в 1976 году. Она обозначила этот термин как «убийство женщин мужчинами, потому что они женщины». Одни феминистки делают акцент на намерении или цели действия, направленных на женщин именно потому, что они женщины; другие включают убийство женщин женщинами.
Феминистки утверждают, что мотивы убийства значительно отличаются от мотивов андроцида, в частности, мужчины обычно становятся жертвами уличного насилия, а женщины — домашнего насилия.

## Актуальность проблемы для мира
Общеевропейская коалиция по борьбе с фемицидом работает со статистикой фемицида более чем 20 государств. ООН составляет ежегодный отчёт о фемициде. В 2023 году вышел международный справочник о фемициде, "The Routledge International Handbook on Femicide and Feminicide" (составители Myrna Dawson, Saide Mobayed Vega, главы писали множество активисток антифемицидных коллективов со всего мира),  в нескольких главах использованы данные российского проекта против фемицида Femicid.net 

### Латинская Америка
Испаноязычные антифемицидные активистки используют лозунг «Ni una mujer menos, ni una muerte más» (с исп. — «ни одной женщиной меньше, ни одним убийством больше») и сокращение от него «Ni una mujer menos». Авторство приписывается мексиканской поэтессе и феминистке Сусанне Чавес, убитой в 2011 году. Этот лозунг стал популярен после того, как внимание международной общественности привлёк фемицид в Сьюдад-Хуаресе.

### Россия

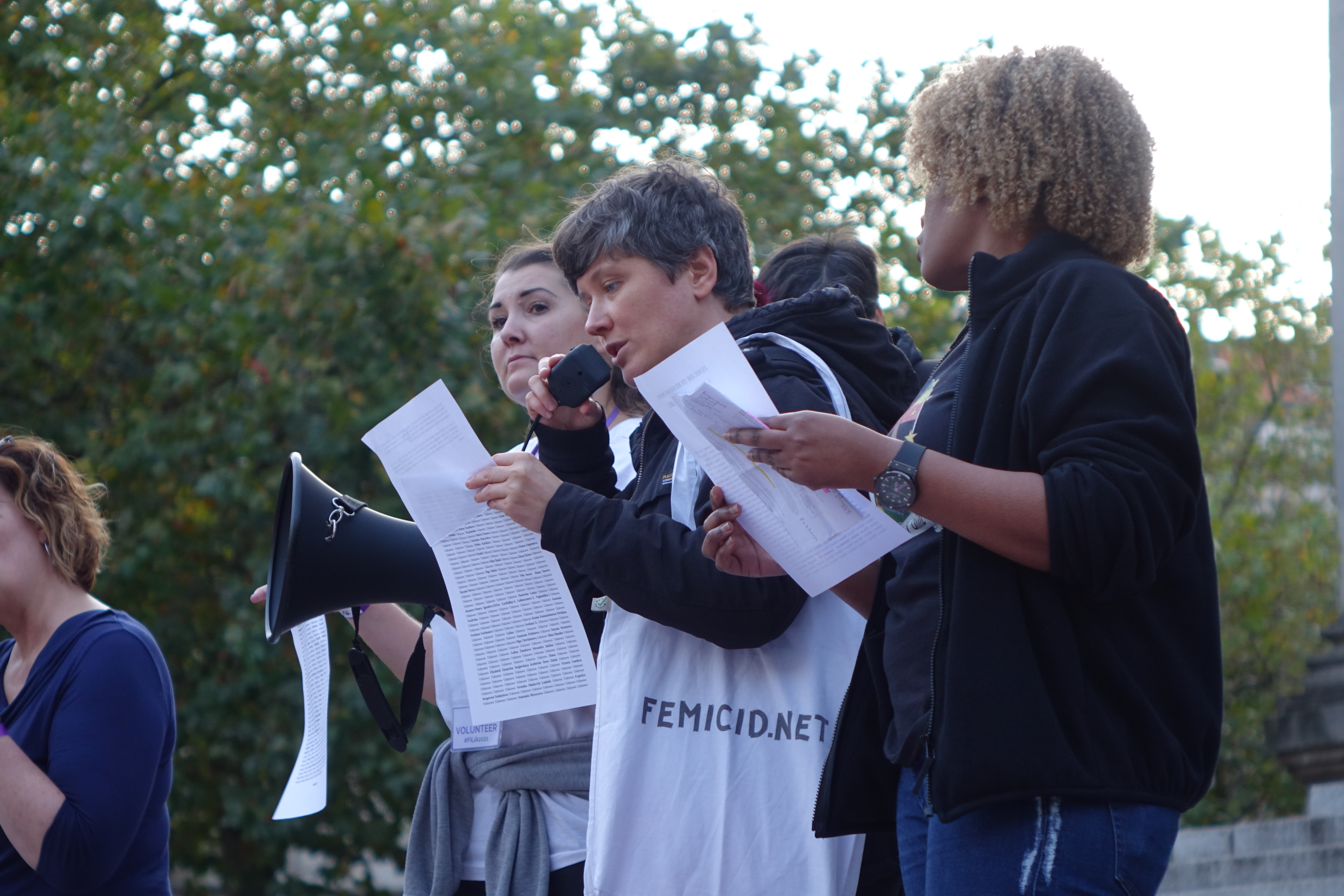
16 октября 2021 года, Портсмут, Великобритания. Всемирный мемориал жертв фемицида во время международной феминистской конференции FiLiA. Любава Малышева говорит про фемицид в России. Фото: Московский женский музей.

В России нет официальной статистики фемицида. Неофициальную статистику собирает Московский женский музей, в рамках проекта «Нет фемициду». Авторы проекта предполагают, что реальное количество случаев фемицида в 10 раз больше. На сайте femicid.net есть рекомендации для медиа о том, как писать о фемициде и критерии фемицида, переводы иностранных антифемицидных документов и статей. В представлении проекта «Нет фемициду» в Комитет по правам человека ООН от 31 мая 2020 года сообщается о 1648 случаях фемицида в России в 2020 году. В 1447 из этих случаев убийство совершено близкими жертвы, включая сексуальных партнёров. По мнению участниц проекта «Нет фемициду» коэффициент фемицида значительно выше, чем было доказано исследованием.
26 апреля 2021 года новый доклад femicid.net был отправлен Дубравке Шимонович, Специальному докладчику ООН по вопросу о насилии в отношении женщин, его причинах и последствиях, которая опубликовала его на сайте ООН.
16 октября 2021 года данные о российском фемициде были представлены на ежегодной международной женской правозащитной конференции в Великобритании FiLiA — на главной сцене и во время интернационального мемориала на площади.
25 ноября 2021 в московском Открытом пространстве первая монография по теме на русском языке: «Фемицид» (Любава Малышева, Изд.: Московский женский музей). В книге содержится определение, классификация фемицида, материалы о влиянии медиа на фемицид, российская статистика, тексты о борьбе с фемицидом в разных странах. Электронная версия выложена на сайте музея для свободного скачивания.
Актуальное число случаев фемицида можно увидеть на сайте проекта. На 2 января 2022 года в 2021 в открытых источниках было найдено не менее 1265, в 2020-м — не менее 1685, в 2019-м — не менее 1759 новостей (коэффициент новостного фемицида 2,27) о фемициде в СМИ России. Согласно докладу по ситуации в России, размещенному на сайте ООН 19.01.2022, в 2019 году наихудшая ситуация сложилась в Камчатском крае (КНФ 7,62), Еврейской АО (7,14), Республике Алтай (6,97). В 2020 году наибольшее число новостей о фемициде было в Чукотском АО (12,17), Республике Коми (5,54) и Республике Хакасии (4,89). По неполным данным 2021 года три самых фемицидных региона — Республика Тыва (5,87), Республика Бурятия (4,85), Еврейская АО (4,82).
Проанализировав 2000 приговоров российских судов, Консорциум женских неправительственных объединений утверждал, что в 2018 году от рук интимных партнеров погибло не менее 5000 россиянок.

### Испания
Статистику фемицида в Испании собирает некоммерческая феминистская ассоциация «La Sur», поддерживающая веб-сайт Feminicidio.net. Инициатива поддерживается на государственном уровне. C 14 апреля 2008 функционирует Министерство по вопросам Равноправия, одна из задач которого — разработка и внедрение правил, действий и мер по предупреждению и искоренению всех форм насилия в отношении женщин. За год в Испании происходит около 100 фемицидов.

### Турция
22 ноября 2021 года Турецкая организация We Will Stop Femicide получила International Gender Equality Prize — 300 000 евро на борьбу с фемицидом.

## Влияние медиа на фемицид

### Италия
Антифемицидная обсерватория Департамента политических и социальных наук Болонского университета регулярно публикует выдержки из научных работ о влиянии медиа на фемицид. Согласно материалам этого сайта, СМИ как создают ролевые модели для интимного фемицида, так и обладают потенциалом для изменения ситуации. В статье «Алфавит насилия» C. Gamberi отмечается, что медиа никогда не описывают женщин нейтрально, но виктимизируют, эротизируют, обвиняют пострадавших, романтизируют мотивы убийц, оперируют стереотипами. Анализ новостей про убийства жительниц Пьемонта (2005—2010) показал, что жертва овеществляется, перемещается на второй план повествования, а журналистская история строится вокруг личности убийцы. S. Bianco и соавторы считают, что перемещение фокуса на жертву меняет традиционные ролевые модели, способствует изменению ситуации к лучшему.

### Канада
Canadian Femicide Observatory for Justice and Accountability многие годы изучает влияние медиа на фемицид. Исследования подтверждают, что манера освещения СМИ фемицида и преступлений в отношении женщин влияет на восприятие и оценку явлений (Anastasio & Costa, 2004; Roberts & Doob, 1990), на политическую повестку дня в отношении уголовного правосудия (Doyle, 2003). Канадские ученые советуют обращать внимание на медийный ракурс, дающий представление о сложности событий, воздающий должное убитым. Освещение фемицидов в канадских новостях в последние десятилетия изменилось в лучшую сторону, но, чтобы искоренить гендерное неравенство, нужно ещё больше изменений (Fairbairn and Dawson, 2013)."
Проанализировав 128 статей о пропавших и убитых женщинах (2001—2006), Yasmin Jiwani и Mary Lynn Young обнаружили, что медиа воспроизводят и укрепляют исторически укоренившиеся стереотипы о женщинах, аборигенах и секс-торговле.
Исследователи Jordan Fairbairn и Myrna Dawson (2013) в статье «Освещение убийства интимного партнера в канадских новостях: анализ изменений с течением времени» для «Феминистской криминологии» делают вывод, что новости влияют на социальную и политическую реакцию на насилие против женщин. Выяснилось, что в последние годы в новостях с большей вероятностью сообщают о предшествовавшем насилии со стороны интимного партнера и реже оправдывали действия преступника. Однако новостные ленты по прежнему обвиняли жертву и изображали убийство интимного партнера как уникальное событие.
В 2020 году доцент кафедры социологии Джордан Фэйрбэрн (Jordan Fairbairn) получила грант (191 096 канадских долларов) на проект '«Представление читательской публике интимного фемицида в Канаде: исследование СМИ, освещающих убийства женщин и девочек на гендерной почве, 2010—2024 годы».'

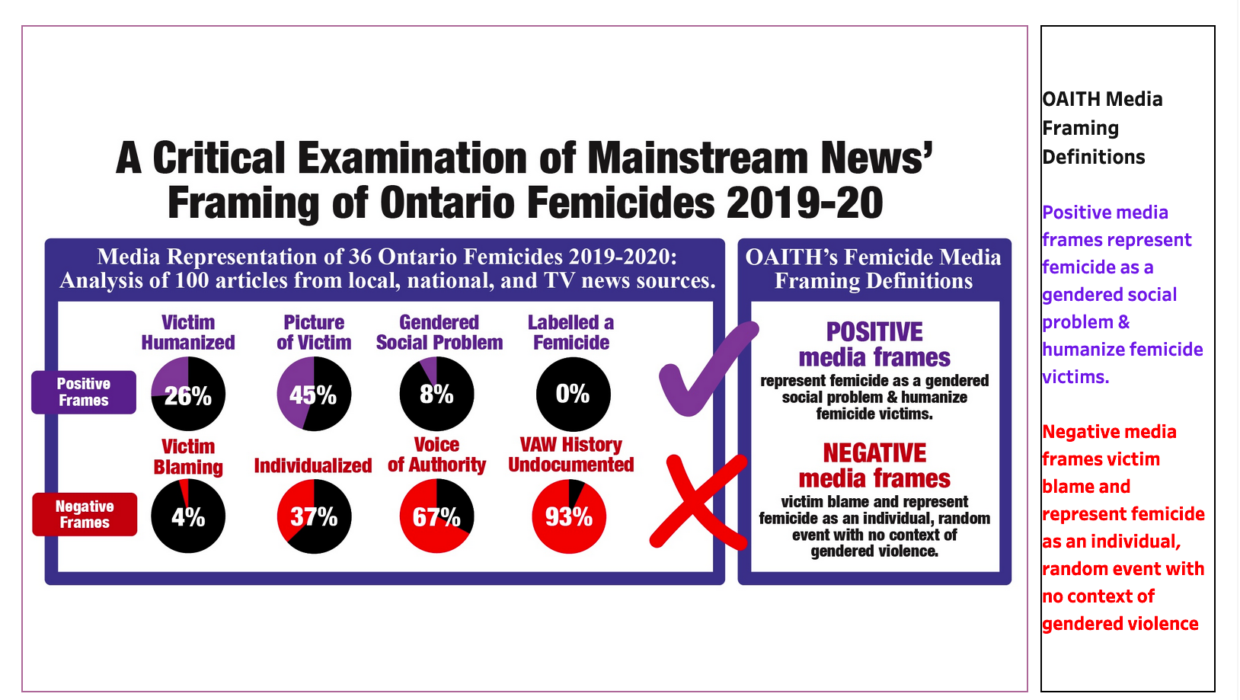
Первая страница исследования Abhilash Kantamneni «Критический анализ медиа, освещающих фемицид в Онтарио в 2019—2020 годах»

В 2020 году Abhilash Kantamneni изучил освещение фемицида основными медиа Онтарио 2019—2020 годах (36 фемицидов, 100 новостей в самых популярных национальных газетах, местных газетах и в телевизионных новостях). Он выявил дефицит позитивных фреймов и выявил доминирование негативных. Позитивные фреймы: «очеловечивание» жертвы, маркировка фемицида, позитивная или нейтральная оценка женщины в новостном репортаже, голос близких, глобализация явления, наличие информации о помощи жертвам. Негативные фреймы: обвинение жертвы, голос власти, локализация явления, отсутствие задокументированной история насилия, расизм, мифы о любви и ревности.

### Кения
В статье о влиянии медиа и блогеров на фемицид Garnett Achieng (2019) утверждает, что СМИ часто описывают фемицид, обвиняя жертву, используя оскорбительные выражения («slay queen»). Отмечается роль независимых блоггеров, которые преподносят фемицид в ещё более сенсационном стиле, используют смерти женщин в качестве приманки, побуждают кенийцев смотреть на фемицид с насмешкой.

### Мексика
В феврале 2021 года в Мексике разразился скандал после публикаций неэтичных фотографий с места убийства Ингрид Эскамильи. Протесты привлекли большое внимание к вопросу о том, что допустимо в описаниях фемицидов. United Mexican Women Journalists (PUM) осудили публикацию изображений тела Эскамильи, обвинили СМИ в пособничестве ежедневному насилию в отношении женщин.

### Россия
В 2018 году бывший вице-президент Европейской федерации журналистов Надежда Ажгихина и вице-президент Национальной Федерации итальянской прессы, вице-председатель Федерации прессы Ломбардии Анна Дель Фрео представили на екатеринбургской конференции «Этические и профессиональные стандарты: опыт России и Европы» в рамках проекта «Народная дипломатия Россия/ЕС», затем опубликовали в «Журналисте» «Манифест» созданной в рамках федерации Комиссии по равным правам, содержащий рекомендации по написанию статей о гендерных сюжетах.
Московский женский музей в 2020 году начал проект о влиянии медиа на фемицид, подготовил статьи и лекции на эту тему. Анализ данных, собранных femicid.net, выявил абсолютное доминирование негативных фреймов в новостных материалах, впервые сообщающих о новом случае убийства женщин в России. Маркировки «фемицид» в таких новостях нет никогда.
В 2021 году в рамках музыкального проекта Московского женского музея была создана опера о влиянии медиа на фемицид «Журналистка», идёт краудфандинг на постановку на сайте Планета. Автор либретто — Любава Малышева. Музыку написали 16 женщин-композиторов из разных стран: из России, Беларуси, США и Франции: Наталия Медведовская, Ольга Харрис, Елизавета Саничева, Ольга Егорова, Ольга Власова, Мария Николаева, Мария Романова, Нина Синякова, Елена Седелева, Галина Альтман, Лизавета Лобан, Карина Пополова, Наталья Прокопенко, Анна Ветлугина, Жанна Габова (Джексембекова) и Валерия Кухта. Продюсеры — Любовь Стенякина и Любава Малышева. Московская премьера была запланирована на 2022 год. Опера получила специальный диплом «Вызов времени» на Международном конкурсе композиторов и аранжировщиков имени И. О. Дунаевского.

### США
Контент-анализ 292 криминальных новостей о фемициде во Флориде выявил, что журналисты описывают жертву в негативном свете, подчеркивают «необращение за помощью», уверяют, что действия, психические или физические проблемы жертвы способствовали убийству. Косвенное обвинение жертвы, по мнению учёных, проявляется сочувственным описанием преступника, возложением вины на обоих.

### Франция
После нескольких лет феминистских протестов французским правозащитницам удалось обратить внимание общества на проблему фемицида. AFP, откуда большинство новостных агентств получает свой контент, взял на себя работу низового коллектива Féminicides par (ex) compagnons (индивидуализация и документация фемицида) и изучает этот вопрос дальше, чтобы предоставить читателям больше информации.